# Marseillan, Hérault
Marseillan är en kommun i departementet Hérault i regionen Occitanien i södra Frankrike. Kommunen ligger i kantonen Agde som tillhör arrondissementet Béziers. År 2022 hade Marseillan 8 047 invånare.
Byn Marseillan befinner sig inte långt från Béziers och Pézenas. Byn ligger vid en étang som det finns massor av längs med kusten i Languedoc-Roussillon.

## Befolkningsutveckling
Antalet invånare i kommunen Marseillan
Referens:INSEE

## Galleri

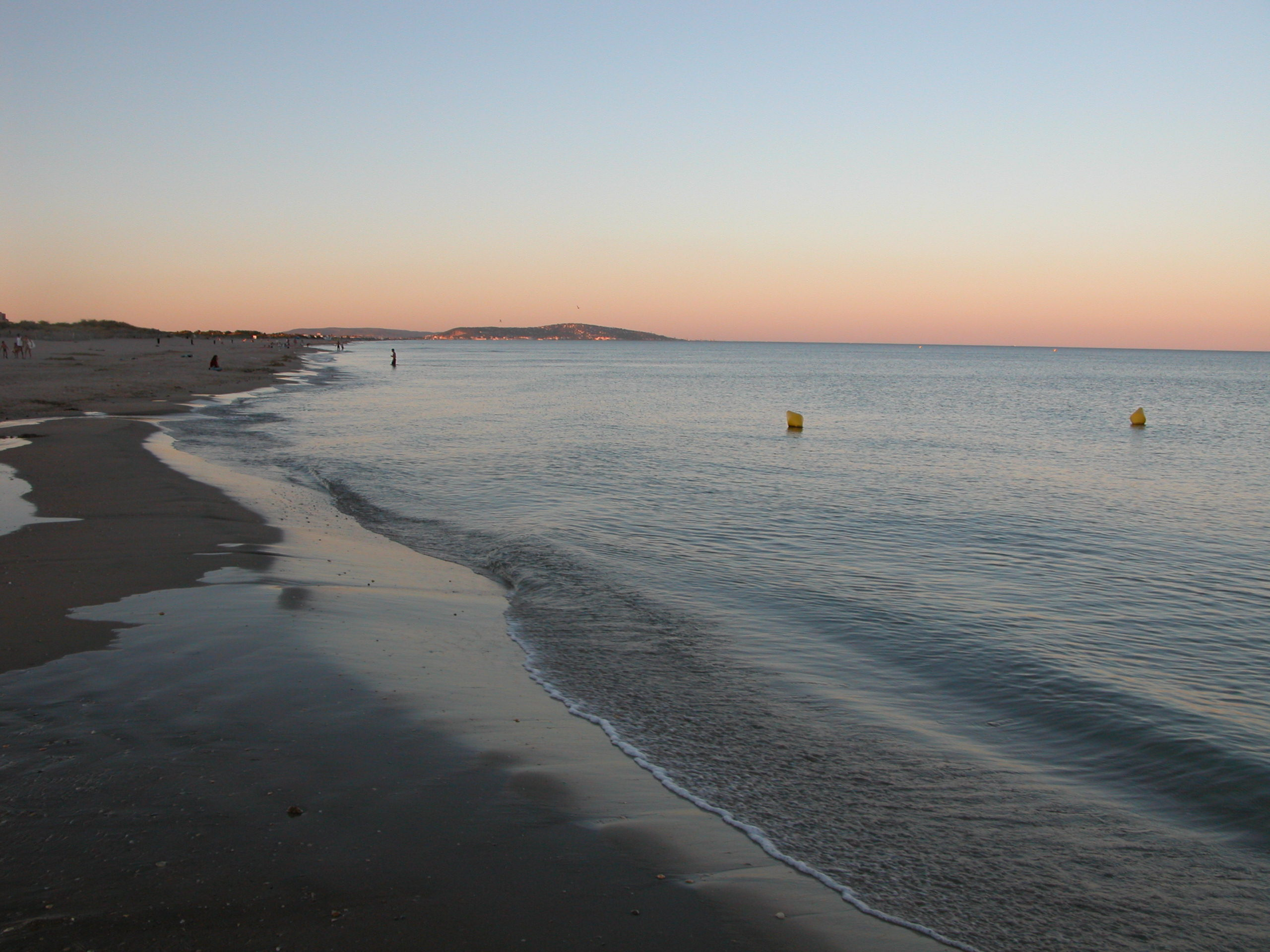
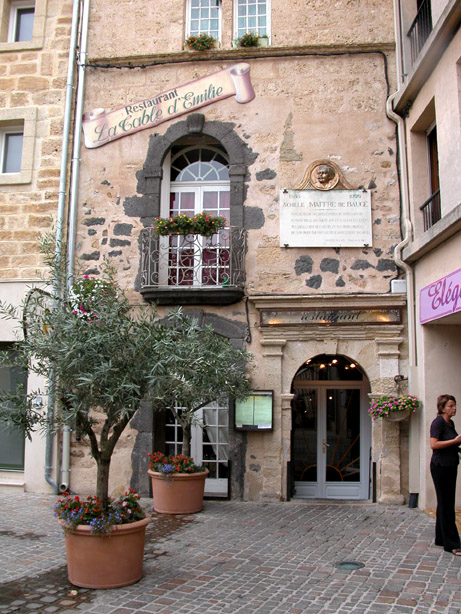
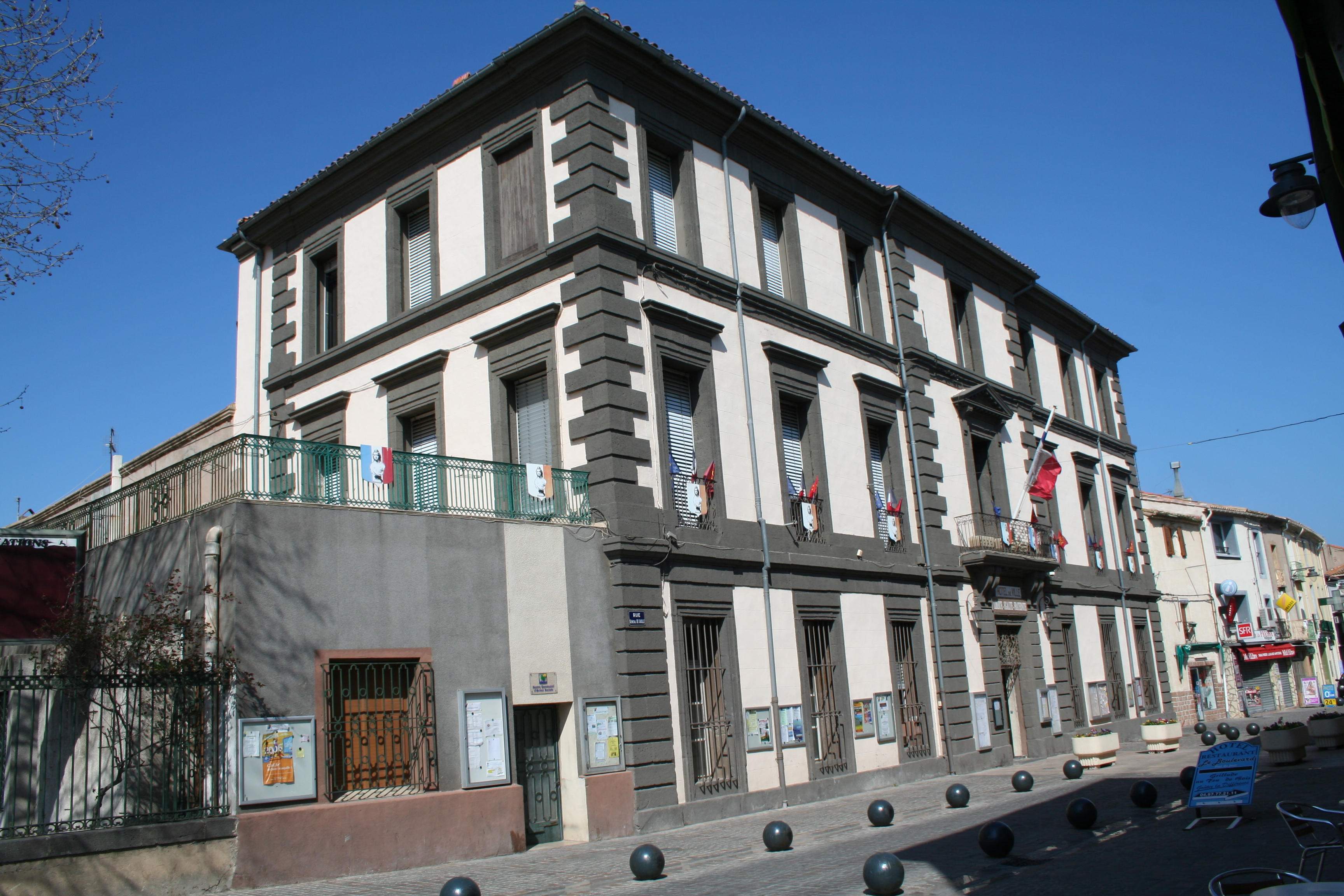
Rådhuset
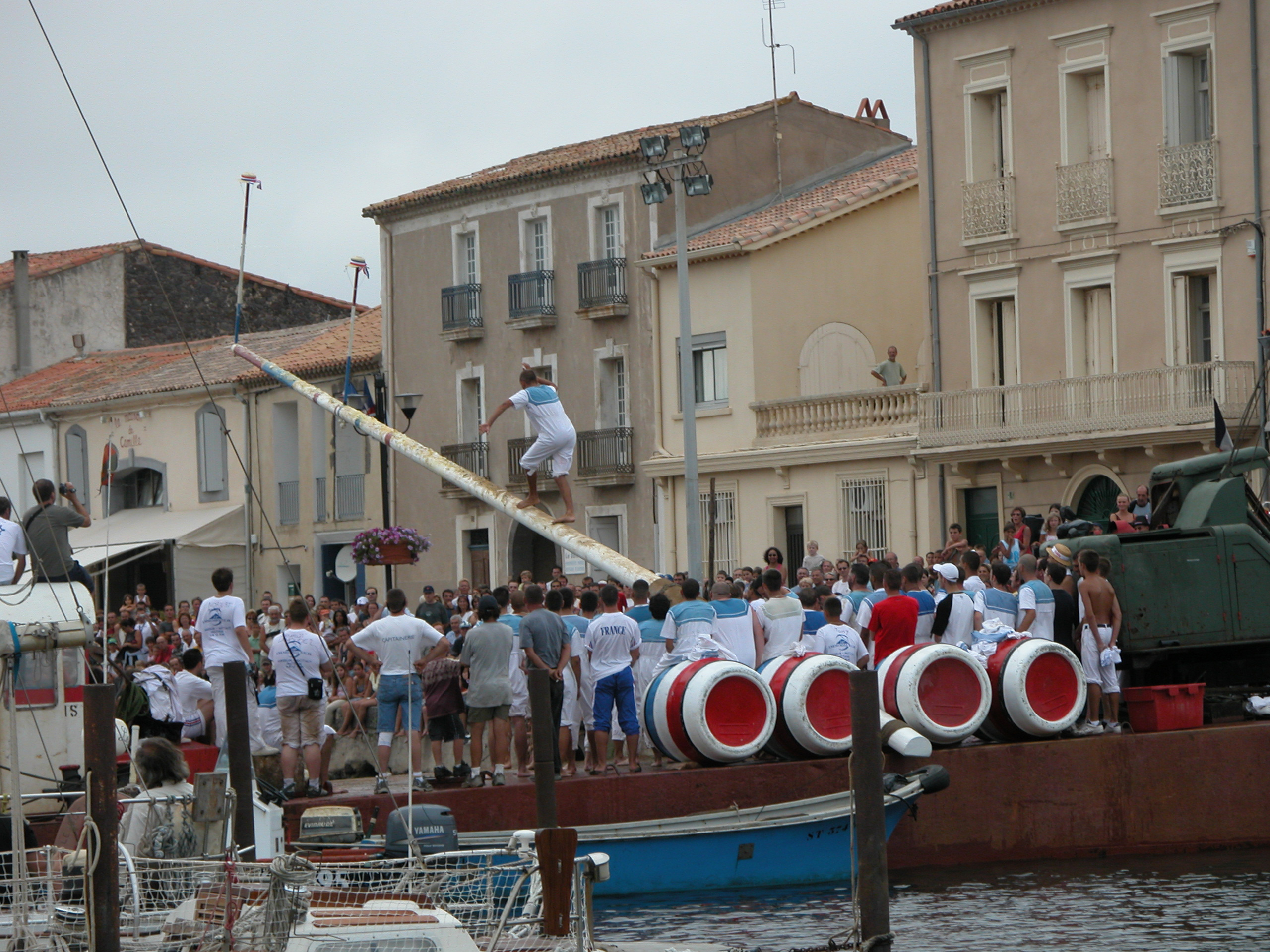
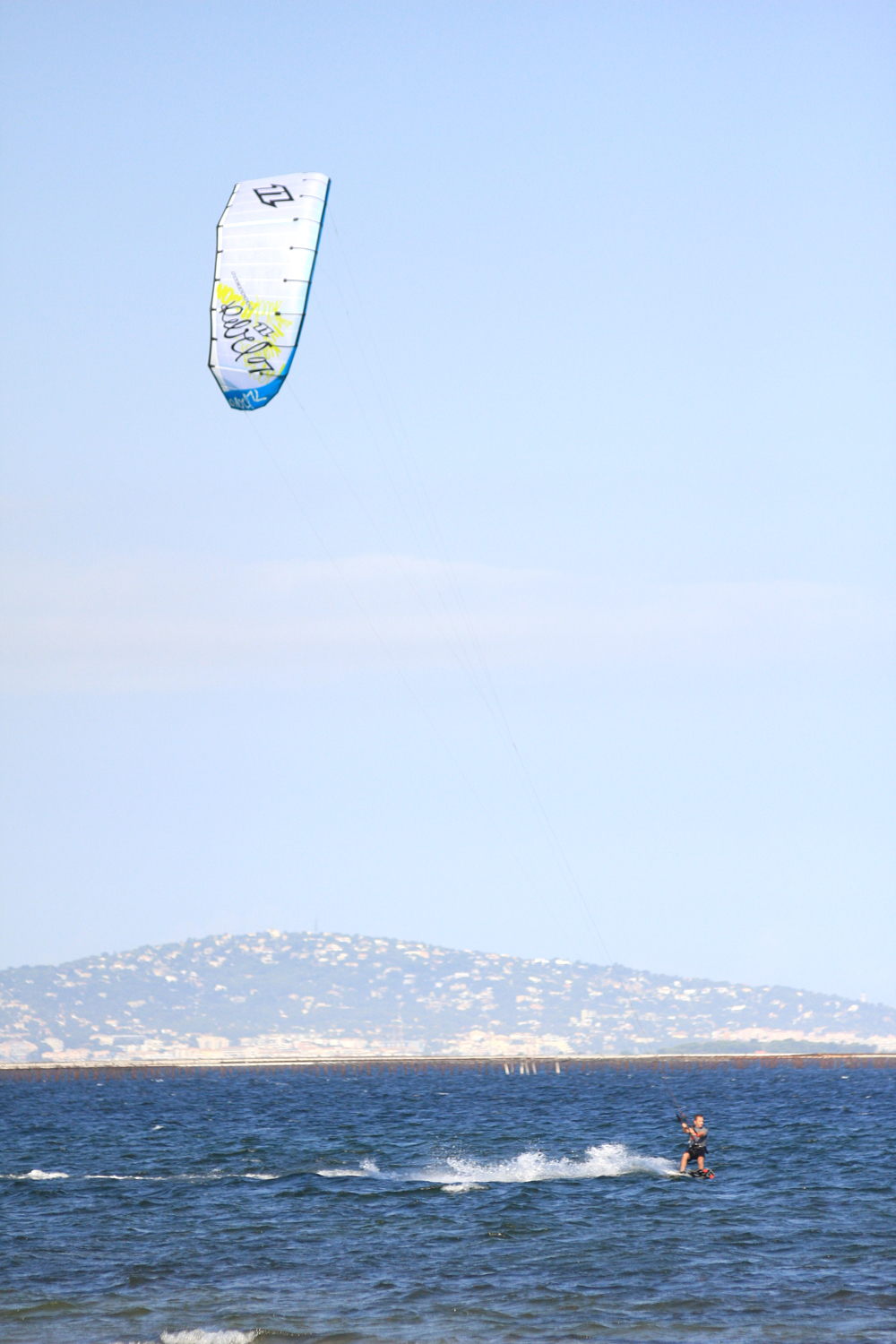